# Xerophyllopteryx
Xerophyllopteryx är ett släkte av insekter. Xerophyllopteryx ingår i familjen vårtbitare.
Kladogram enligt Catalogue of Life:
| Xerophyllopteryx | \| \| Xerophyllopteryx fumosa \| \| \| \| \| \| Xerophyllopteryx martinicensis \| \| \| \| |
|                  | \| \| Xerophyllopteryx fumosa \| \| \| \| \| \| Xerophyllopteryx martinicensis \| \| \| \| |
|                  | Xerophyllopteryx fumosa                                                                    |
|                  |                                                                                            |
|                  | Xerophyllopteryx martinicensis                                                             |
|                  |                                                                                            |